# Liste der Naturdenkmale in Buchet
Die Liste der Naturdenkmale in Buchet nennt die im Gemeindegebiet von Buchet ausgewiesenen Naturdenkmale (Stand 4. April 2024).

## Naturdenkmale
| Nr.         | Bezeichnung            | Lage                                                            | Beschreibung                               | Bild                                    |
| ----------- | ---------------------- | --------------------------------------------------------------- | ------------------------------------------ | --------------------------------------- |
| ND-7232-509 | Artenreicher Mischwald | Halenfeld, nordöstlich des Ortes; Abteilung Im Erzbach Lage     | flächenhaftes Naturdenkmal                 | Direkt Bild zu diesem Denkmal hochladen |
| ND-7232-513 | Wacholdergebiet        | Halenfeld, nordöstlich des Ortes; Abteilung Unten vor Esch Lage | Wacholderheide; flächenhaftes Naturdenkmal | Direkt Bild zu diesem Denkmal hochladen |